# Solstizio
| Date dei solstizi (tempo universale) | Date dei solstizi (tempo universale) | Date dei solstizi (tempo universale) | Ora italiana        | Ora italiana          |
| Anno                                 | Solstizio di giugno                  | Solstizio di dicembre                | Solstizio di giugno | Solstizio di dicembre |
| ------------------------------------ | ------------------------------------ | ------------------------------------ | ------------------- | --------------------- |
| 2000                                 | 21 giugno 01:48                      | 21 dicembre 13:37                    | + 2 ore             | + 1 ora               |
| 2001                                 | 21 giugno 07:38                      | 21 dicembre 19:21                    | + 2 ore             | + 1 ora               |
| 2002                                 | 21 giugno 13:24                      | 22 dicembre 01:14                    | + 2 ore             | + 1 ora               |
| 2003                                 | 21 giugno 19:10                      | 22 dicembre 07:04                    | + 2 ore             | + 1 ora               |
| 2004                                 | 21 giugno 00:57                      | 21 dicembre 12:42                    | + 2 ore             | + 1 ora               |
| 2005                                 | 21 giugno 06:46                      | 21 dicembre 18:35                    | + 2 ore             | + 1 ora               |
| 2006                                 | 21 giugno 12:26                      | 22 dicembre 00:22                    | + 2 ore             | + 1 ora               |
| 2007                                 | 21 giugno 18:06                      | 22 dicembre 06:08                    | + 2 ore             | + 1 ora               |
| 2008                                 | 20 giugno 23:59                      | 21 dicembre 12:04                    | + 2 ore             | + 1 ora               |
| 2009                                 | 21 giugno 05:45                      | 21 dicembre 17:47                    | + 2 ore             | + 1 ora               |
| 2010                                 | 21 giugno 11:28                      | 21 dicembre 23:38                    | + 2 ore             | + 1 ora               |
| 2011                                 | 21 giugno 17:16                      | 22 dicembre 05:30                    | + 2 ore             | + 1 ora               |
| 2012                                 | 20 giugno 23:09                      | 21 dicembre 11:11                    | + 2 ore             | + 1 ora               |
| 2013                                 | 21 giugno 05:04                      | 21 dicembre 17:11                    | + 2 ore             | + 1 ora               |
| 2014                                 | 21 giugno 10:51                      | 21 dicembre 23:03                    | + 2 ore             | + 1 ora               |
| 2015                                 | 21 giugno 16:38                      | 22 dicembre 04:48                    | + 2 ore             | + 1 ora               |
| 2016                                 | 20 giugno 22:34                      | 21 dicembre 10:44                    | + 2 ore             | + 1 ora               |
| 2017                                 | 21 giugno 04:24                      | 21 dicembre 16:28                    | + 2 ore             | + 1 ora               |
| 2018                                 | 21 giugno 10:07                      | 21 dicembre 22:22                    | + 2 ore             | + 1 ora               |
| 2019                                 | 21 giugno 15:54                      | 22 dicembre 04:19                    | + 2 ore             | + 1 ora               |
| 2020                                 | 20 giugno 21:44                      | 21 dicembre 10:02                    | + 2 ore             | + 1 ora               |
| 2021                                 | 21 giugno 03:32                      | 21 dicembre 15:59                    | + 2 ore             | + 1 ora               |
| 2022                                 | 21 giugno 09:14                      | 21 dicembre 21:48                    | + 2 ore             | + 1 ora               |
| 2023                                 | 21 giugno 14:58                      | 22 dicembre 03:27                    | + 2 ore             | + 1 ora               |
| 2024                                 | 20 giugno 20:51                      | 21 dicembre 09:20                    | + 2 ore             | + 1 ora               |
| 2025                                 | 21 giugno 02:42                      | 21 dicembre 15:03                    | + 2 ore             | + 1 ora               |
| 2026                                 | 21 giugno 08:24                      | 21 dicembre 20:50                    | + 2 ore             | + 1 ora               |
| 2027                                 | 21 giugno 14:11                      | 22 dicembre 02:42                    | + 2 ore             | + 1 ora               |
| 2028                                 | 20 giugno 20:02                      | 21 dicembre 08:19                    | + 2 ore             | + 1 ora               |
| 2029                                 | 21 giugno 01:48                      | 21 dicembre 14:14                    | + 2 ore             | + 1 ora               |
| 2030                                 | 21 giugno 07:31                      | 21 dicembre 20:09                    | + 2 ore             | + 1 ora               |
| 2031                                 | 21 giugno 13:17                      | 22 dicembre 01:56                    | + 2 ore             | + 1 ora               |

Il solstizio (in latino solstitium, composto da sol-, "sole" e -sistere, "fermarsi") è, in astronomia, il momento in cui il Sole raggiunge, nel suo moto apparente lungo l’eclittica, il punto di declinazione, ovvero di altezza sull’orizzonte, massima o minima.
Il fenomeno è dovuto all'inclinazione dell'asse di rotazione terrestre rispetto all'eclittica; il valore di declinazione raggiunta coincide con l'angolo di inclinazione terrestre e varia con un periodo di 41 000 anni tra 22°6′ e 24°30′.
Attualmente l′angolo è di 23°26′10.5″ in diminuzione.
Nel corso di un anno il solstizio ricorre due volte: il Sole raggiunge il valore massimo di declinazione positiva nel mese di giugno (segnando l'inizio dell'estate boreale e dell'inverno australe) e negativa in dicembre (marcando altresì l'inizio dell'inverno boreale e dell'estate australe).
Il solstizio ritarda ogni anno di circa 6 ore rispetto all'anno precedente (più precisamente (5h 48′ 46″) e si riallinea forzosamente ogni quattro anni in corrispondenza dei bisestili, introdotti proprio per evitare la progressiva divergenza delle stagioni con il calendario.
A causa di tali variazioni può capitare che i solstizi cadano il 20 o il 21 o il 22 giugno oppure il 21 o 22 o 23 dicembre.

## Storia

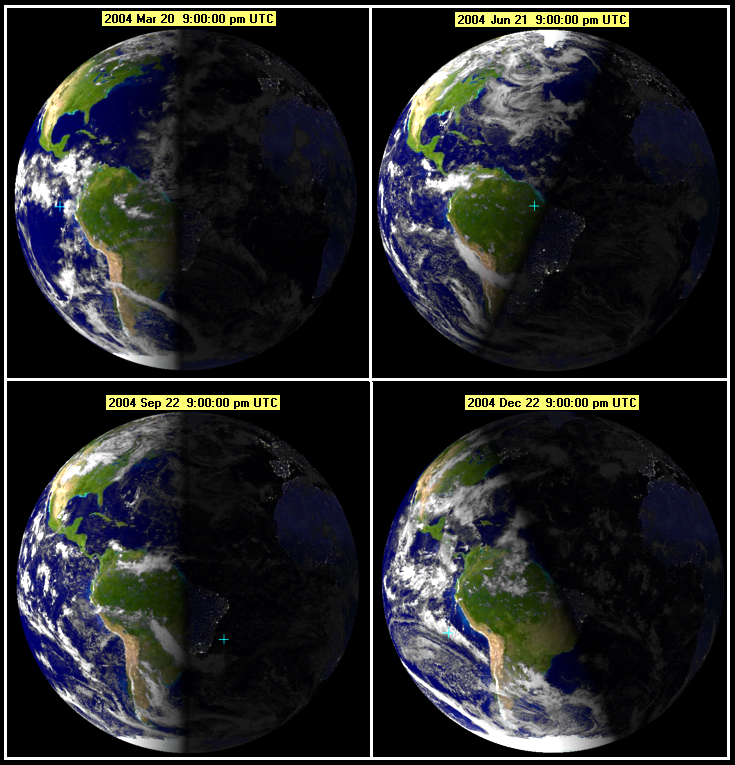
La differenza tra il giorno e la notte dipende dalla stagione.

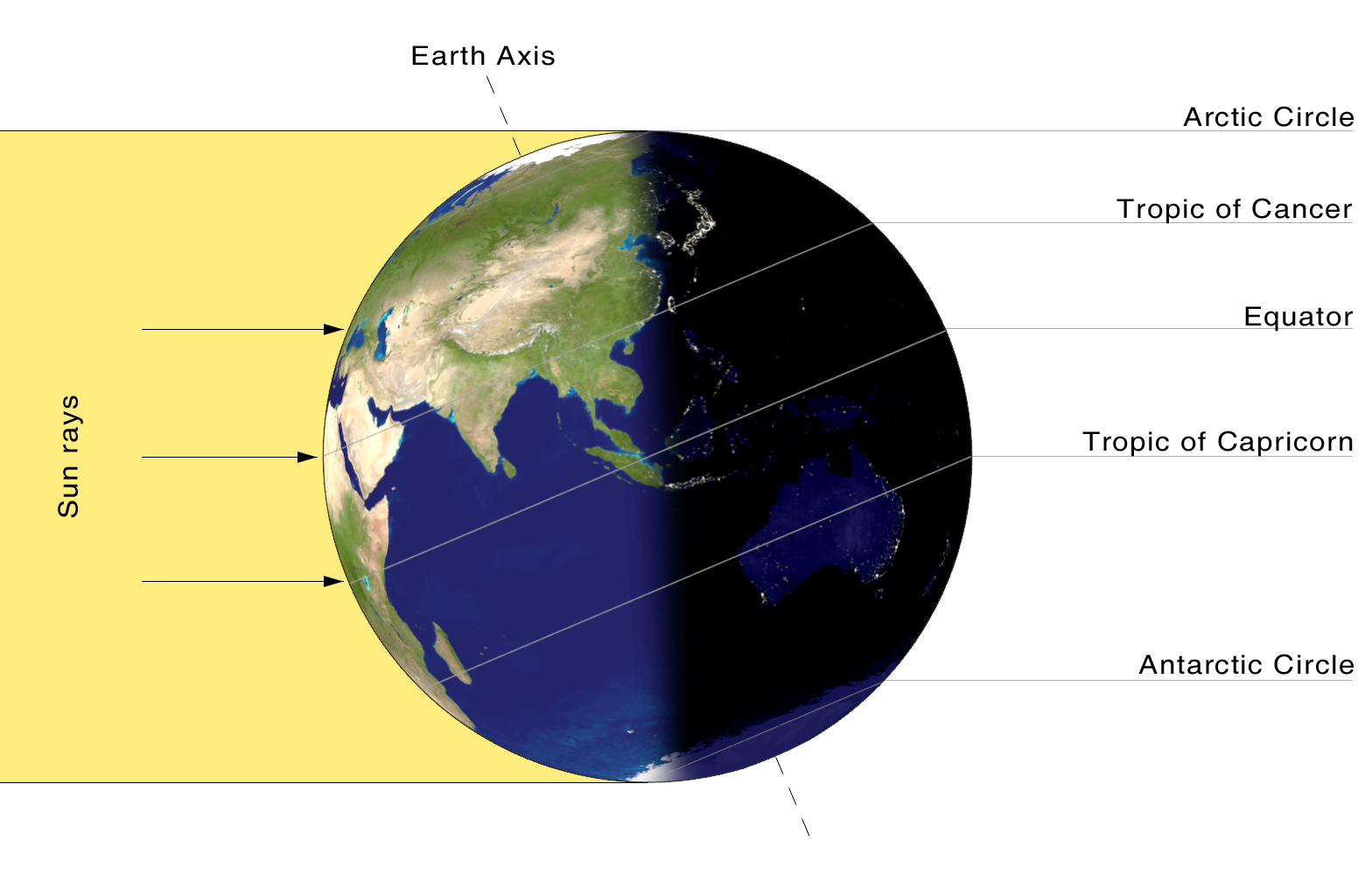
Illuminazione solare durante il solstizio d'estate boreale (solstizio di giugno)

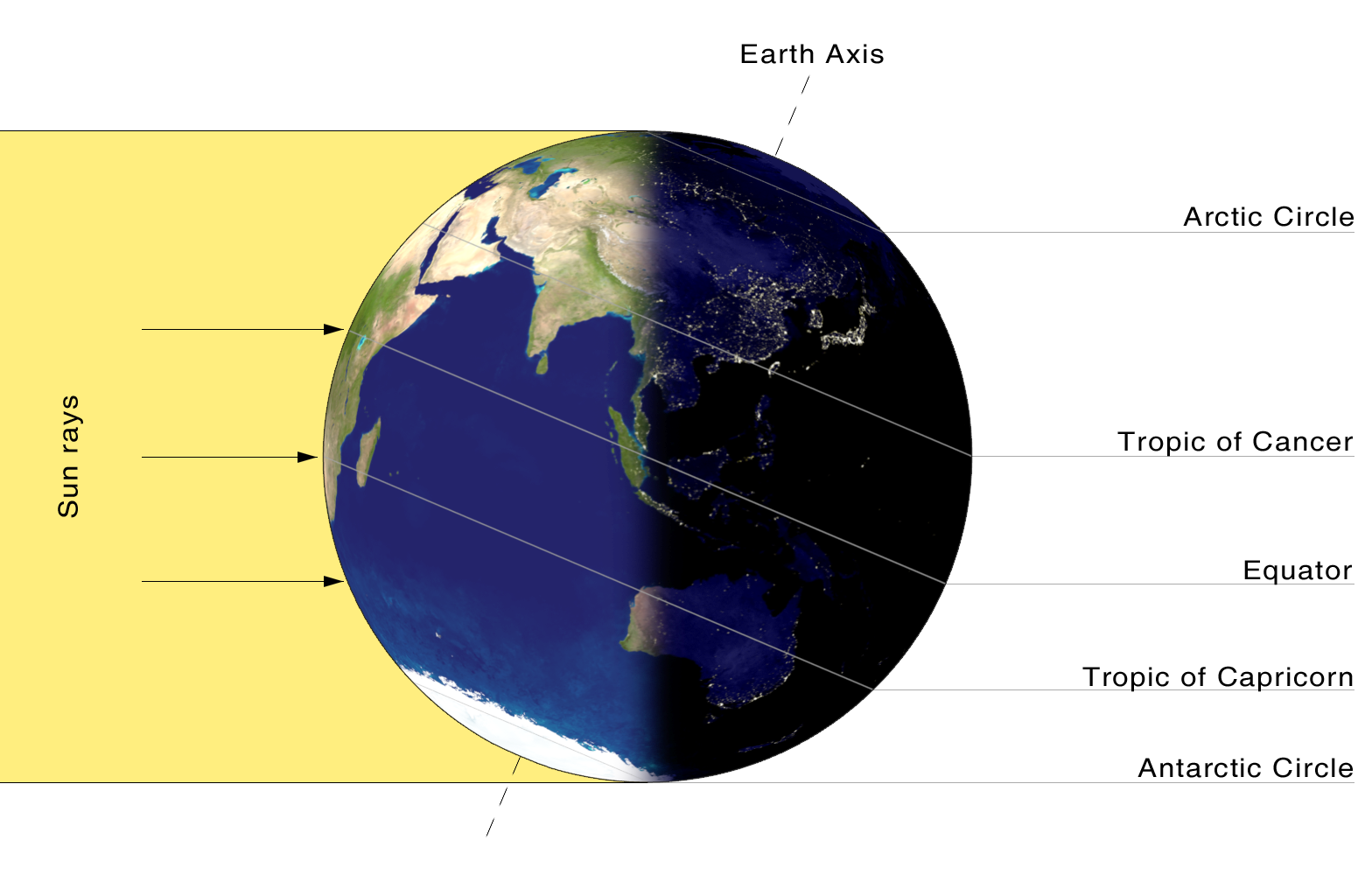
Illuminazione solare durante il solstizio d'inverno boreale (solstizio di dicembre)

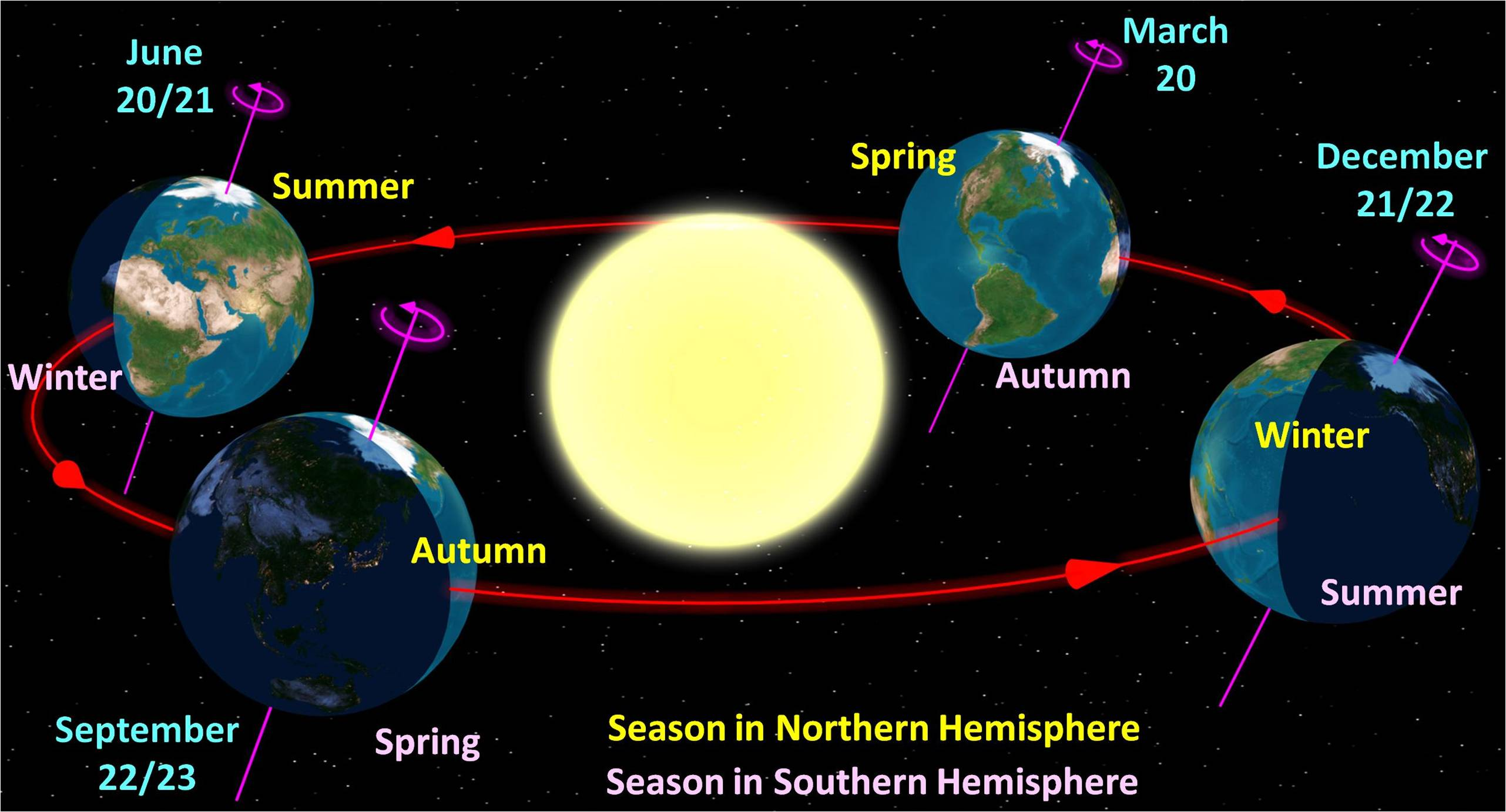
Schema delle stagioni viste da nord.

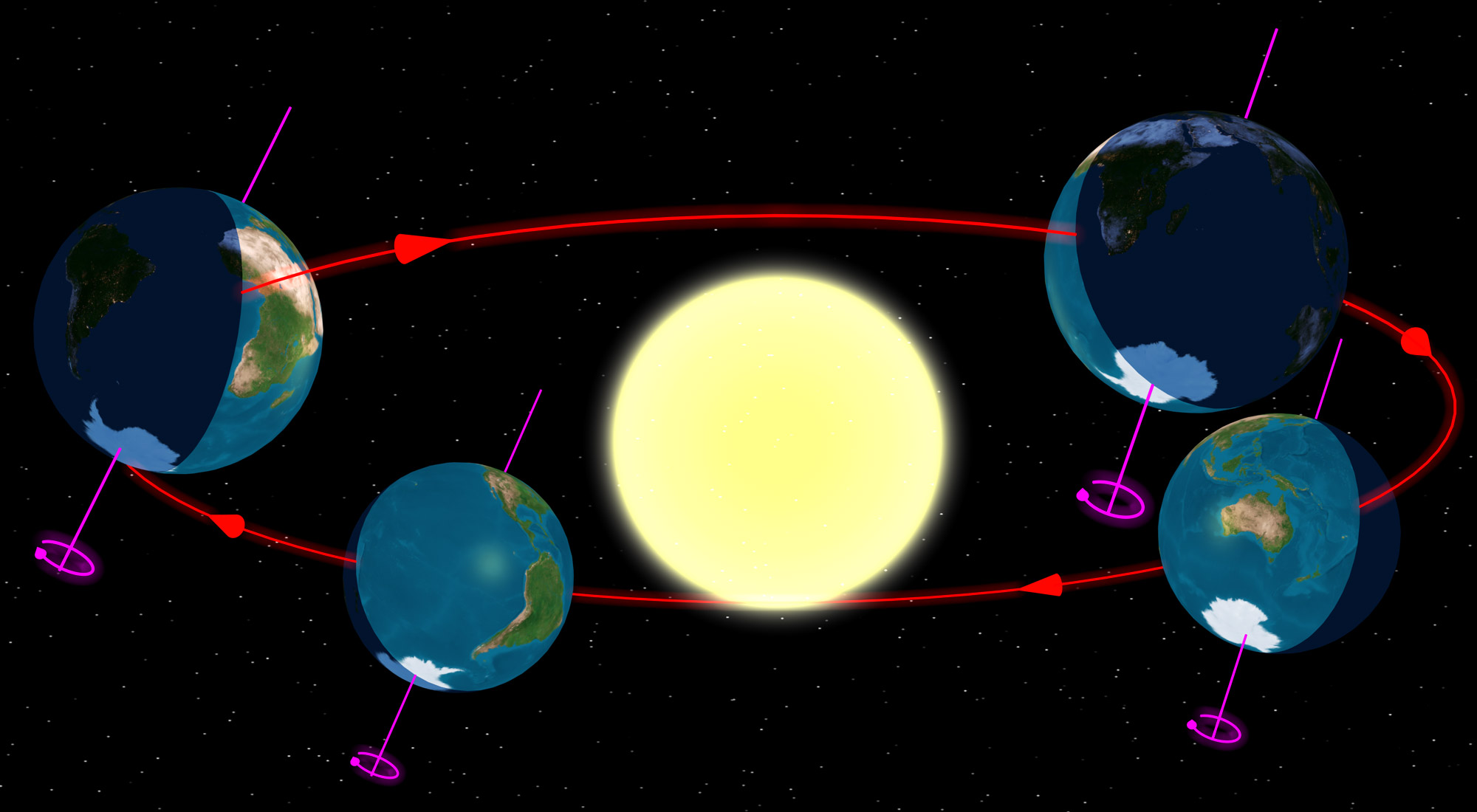
Schema delle stagioni viste da sud

Il solstizio d'inverno rappresentava occasione di festività di vario genere: il Sol Invictus, Saturnalia (dal 17 al 23) e Angeronalia nell'antica Roma; il Natale per il cristianesimo; Yule nel neopaganesimo e per gli Eteni con il nome norreno di Jól.
In Gran Bretagna, a Stonehenge, sopravvivono imponenti ruderi: due cerchi concentrici di monoliti che raggiungono le 50 tonnellate. L'asse del monumento è orientato astronomicamente, con un viale di accesso al cui centro si erge un macigno detto "pietra del calcagno" (Heel Stone, detta anche Friar's Heel, cioè "Tallone del frate"). Al solstizio d'estate il Sole si leva al di sopra della Heel Stone. Stonehenge, insomma, sarebbe non solo un tempio, ma anche un calendario.
A Nabta Playa vi è un circolo calendariale, dove due monoliti hanno allineamento Nord-Est in direzione del sorgere del sole il 21 giugno e risulta essere più antico di Stonehenge di almeno mille anni. Tracce di culti solari s'incontrano in tutto il mondo, dalla Polinesia all'Africa alle Americhe e giungono fino ai nostri giorni: per gli eschimesi il sole è la vita mentre la luna la morte, in Indonesia il sole s'identifica con un uccello e con il potere del volo, tra le popolazioni africane primitive la pioggia è il seme fecondatore del dio Amma, il sole, creatore della terra.
Per gli Inca, la cui massima fioritura si ha intorno al XV secolo, la divinità Inti è il sole, sovrano della terra, figlio di Viracocha, il creatore, e padre della sua personificazione umana, l'imperatore. Attorno a Cusco, capitale dell'impero, sorgono i Mojones, torri usate come "mire" per stabilire i giorni degli equinozi e dei solstizi. A Machu Picchu, luogo sacro degli Inca, si può ancora vedere il Torreon, una pietra semicircolare incisa per osservazioni astronomiche, e l'"Intihuatana", un orologio solare ricavato nella roccia. Per i Maya il sole è il supremo regolatore delle attività umane, sulla base di un calendario nel quale confluiscono credenze religiose e osservazioni astronomiche per quell'epoca notevolmente precise.
Tra gli indiani d'America il sole è simbolo della potenza e della provvidenza divine. Presso gli Aztechi è assimilato a un giovane guerriero che muore ogni sera e ogni mattina risorge, sconfiggendo la luna e le stelle: per nutrirlo il popolo azteco gli offriva in sacrificio vittime umane. Leggende analoghe, anche se fortunatamente meno feroci, si trovano ancora tra le popolazioni primitive nostre contemporanee. Gli stessi Inuit (eschimesi) ritenevano fino a poco tempo fa che il sole, durante la notte, rotolasse sotto l'orizzonte verso nord e di qui diffondesse la pallida luce delle aurore boreali: convinzione ingenua, ma non del tutto errata, visto che è stato studiato come le aurore polari siano proprio causate da sciami di particelle nucleari proiettate nello spazio ad altissima energia dalle regioni di attività solare.
Tutto il culto degli antichi Egizi è dominato dal sole, chiamato Horus o Kheper al mattino quando si leva, Ra quando è nel fulgore del mezzogiorno e Atum quando tramonta. Eliopoli, la città del Sole, era il luogo sacro all'astro del giorno, il tempio di Abu Simbel, fatto costruire da Ramses II nel XIII secolo a.C., era dedicato al culto del Sole.
Secondo la cosmologia egizia il Nilo era il tratto meridionale di un grande fiume che circondava la Terra e che, verso nord, scorreva nella valle di Dait, che raffigurava la notte; su esso viaggiava un'imbarcazione che trasportava il Sole (raffigurato come un disco di fuoco e impersonato nella figura del dio Ra) che nasceva ogni mattino, aveva il culmine a mezzogiorno e al tramonto viaggiava su un'altra imbarcazione che lo riportava a estSi devono agli Egizi alcune delle prime precise osservazioni astronomiche solari, in base alle quali i sacerdoti del faraone prevedevano le piene del Nilo e programmavano i lavori agricoli. Le piramidi sono disposte secondo orientamenti astronomici, stellari e solari. Gli obelischi erano essenzialmente degli gnomoni, che con la loro ombra scandivano le ore e le stagioni. Gli orologi solari erano ben noti e ne esistevano diversi tipi, alcuni dei quali portatili, a forma di T o di L, chiamati merket: il faraone Thutmosis III, vissuto dal 1501 al 1448 a.C., viaggiava sempre con la sua piccola meridiana, come noi con il nostro orologio da polso. La prima comparsa di Sirio, la stella più luminosa del cielo, all'alba, in estate, era per gli Egizi il punto di riferimento fondamentale del calendario. Il loro anno era di 365 giorni esatti, ma sapevano già che in realtà la sua durata è maggiore di circa sei ore, per cui avevano calcolato che nel corso di 1 460 anni la data delle inondazioni del Nilo faceva una completa rotazione del calendario.
Il solstizio d'estate, rappresentando l'inizio dell'omonima stagione, è sempre stato nella storia occasione di feste, come i Litha nel neopaganesimo o la natività cristiana di Giovanni Battista, cosiddetta "Notte di San Giovanni" o "Notte di mezza estate" Talvolta nelle zone di cultura celtico-germanica la "Festa del sole di mezza estate" era associata anche alla celebrazione della mascolinità e della sua funzione sociale. Tra gli esempi di questo binomio si può osservare, in Italia, l'usanza della Festa dal suu / Festa di Òman a Canzo, in provincia di Como. Nel tardo Impero romano, proprio riferendosi al solstizio d'inverno, si parlava di Sol Invictus (Sole invitto) per celebrare il giorno in cui il Sole smetteva di calare sull'orizzonte.
Il solstizio di estate e il solstizio di inverno rappresentano rispettivamente il dì più lungo e il più corto dell'anno. L'impressione del "fermarsi" del sole è dovuta al fatto che in corrispondenza dei solstizi la variazione della declinazione è molto lenta (lo si vede bene nell'analemma), a differenza degli equinozi in cui la variazione della declinazione è più significativa.

## La posizione del Sole
Sulla verticale di ogni punto tra le latitudini 23° 26' 10,5'' Nord (tropico del Cancro) e Sud (tropico del Capricorno) il Sole raggiunge lo zenit due volte l'anno: ciò significa che su ogni luogo tra i due tropici, due giorni all'anno, il Sole è a perpendicolo al mezzogiorno locale; nel caso particolare in cui il Sole sia allo zenit all'equatore si parla di equinozio (in quanto i raggi solari giungono perpendicolari all'asse terrestre e la durata del periodo di luce è uguale a quella notturna). I punti sui tropici, altresì, sperimentano il sole al proprio zenit una sola volta l'anno, in corrispondenza dei solstizi (al tropico del Cancro per il solstizio di giugno, a quello del Capricorno per quello di dicembre).
Le latitudini comprese tra ciascun tropico e il relativo polo non hanno mai il Sole allo zenit. Nell'emisfero boreale, al mezzogiorno locale del solstizio di giugno il Sole raggiunge l'altezza massima possibile sull'orizzonte per quella latitudine, mentre in quello di dicembre raggiunge l'altezza minima.
Nell'emisfero australe invece, al mezzogiorno locale del solstizio di giugno il Sole raggiunge l'altezza minima possibile sull'orizzonte per quella latitudine, mentre in quello di dicembre raggiunge l'altezza massima.

## Il "Sole di mezzanotte"
Nelle località comprese tra i circoli polari e i poli, alternatamente nell'emisfero nord o in quello sud, durante il periodo in luce del relativo emisfero il Sole arriva a rimanere sopra l'orizzonte anche per più di 24 ore consecutive, fino a diversi mesi in prossimità dei poli: questo avviene nel periodo compreso tra l'equinozio di marzo e quello di settembre nell'emisfero boreale, e al contrario tra l'equinozio di settembre e quello di marzo nell'emisfero australe.
La durata del fenomeno varia in base alla latitudine: esattamente ai poli (90° di latitudine) il Sole non tramonta per metà dell'anno, a 80° (sia nord sia sud) per 140 giorni consecutivi, a 70° per 70 giorni.
Il solstizio d'estate è l'unico giorno in cui il Sole non tramonta per le località poste sui circoli polari (66° 33' 49.5" N e S di latitudine), latitudine inferiore limite di visibilità del fenomeno.